# Cahill Racing
Cahill Racing foi uma equipe de corridas automobilísticas que competiu na Indy Racing League, entre 1998 e 2002, fundada pelo empresário Larry Cahill [carece de fontes?].
Os pilotos que defenderam a equipe foram Donnie Beechler (1998-2000), Dr. Jack Miller (2001) e Robby McGehee (2001-2002). Teve como melhor resultado 2 terceiros lugares, obtidos por Beechler em 2000 (Phoenix) e 2001 (Kansas). Após disputar 4 etapas em 2002, todas com McGehee, a Cahill deixou a IRL.
Esteve próxima de voltar à categoria em 2007, tendo como pilotos o também norte-americano Jeff Mitrisin e a venezuelana Milka Duno, que haviam fechado acordo para disputar a temporada. Porém, a equipe não conseguiu se inscrever para o campeonato, deixando Mitrisin sem vaga, e Milka assinou com a SAMAX Motorsport. [carece de fontes?]

## Pilotos que já passaram pela equipe
- Donnie Beechler (1998-2001)
- Dr. Jack Miller (2001)
- Robby McGehee (2001-2002)